# Kate Moran
Pour les articles homonymes, voir Moran.
Kate Moran, née au Massachusetts, États-Unis, est une actrice française.

## Biographie
Kate Moran a étudié à la Tisch School of the Arts de New York University, puis elle participe entre autres à 1839 de Michael Counts /GAle GAtes et al. NYC en 2000.
Danseuse et comédienne de théâtre, elle a collaboré pendant une dizaine d'années avec le metteur en scène et chorégraphe Pascal Rambert, mais également dans ses courts-métrages Quand nous étions punk et Car wash. Leur relation professionnelle et amoureuse est le sujet évoqué dans son texte Clôture de l'amour.
Entre Paris et New York, elle travaille au cinéma avec Yann Gonzalez notamment dans Les Rencontres d'après minuit, puis avec Christophe Honoré ou Peter Greenaway. Au théâtre, elle côtoie le travail de metteurs en scènes comme Claude Schmitz, Yves-Noel Genod, Jan Fabre, Oriza Hirata, Bob McGrath ou Robert Wilson.
En 2015, le Festival d'Avignon l'invite à concevoir Contrechamp en duo avec Rebecca Zlotowski dans le cadre des Sujets à Vifs.
Hélène Frappat écrit pour elle et sur elle, le texte Fleuve Kate.

## Filmographie
- 2004 : Quand nous étions punk de Pascal Rambert
- 2005 : Car Wash de Pascal Rambert
- 2006 : By the Kiss
- 2007 : Entracte de Yann Gonzalez
- 2008 : Avant que tu reviennes
- 2008 : Je vous hais petites filles
- 2008 : Nés en 68 d'Olivier Ducastel et Jacques Martineau : Caroline
- 2009 : Premier Anniversaire
- 2010 : Cigarettes et bas nylon de Fabrice Cazeneuve (téléfilm)
- 2010 : Elle s'appelait Sarah de Gilles Paquet-Brenner : Alexandra
- 2010 : Homme au bain de Christophe Honoré: Kate
- 2010 : L'Amour à trois
- 2011 : Les Bien-aimés de Christophe Honoré: Fiancée de Clément
- 2011 : Utopians : Petite amie de Lola
- 2012 : Crossover - La Traversée
- 2012 : Goltzius et la Compagnie du Pélican de Peter Greenaway : Adaela
- 2013 : Kingston Avenue
- 2013 : Les Rencontres d'après minuit de Yann Gonzalez : Ali
- 2013 : Melanie Daniels
- 2014 : Bird People de Pascale Ferran : La sœur de Gary au téléphone (voix)
- 2014 : On a marché sur Bangkok de Olivier Baroux : Barbara Bretwood
- 2014 : Saint Laurent de Bertrand Bonello : Comédienne film nuit
- 2014 : À vif
- 2015 : Boomerang de François Favrat: Jean
- 2015 : Le Princess
- 2015 : Une histoire américaine : Barbara
- 2016 : Baden Baden de Rachel Lang : Lois
- 2016 : Cannabis de Lucie Borleteau (mini-série)
- 2016 : L'Arlequin
- 2016 : Planetarium de Rebecca Zlotowski : Personne terrasse café
- 2017 : Acceptable Risk
- 2017 : L'Embarras du choix de Éric Lavaine : Emily
- 2018 : Je vous déclare amour
- 2018 : Un couteau dans le cœur de Yann Gonzalez : Loïs
- 2019 : L'État sauvage de David Perrault : Bettie
- 2022 : Hideous de Yann Gonzalez
- 2023 : L'Autre Laurens de Claude Schmitz : Shelby

## Théâtre
- 2000 : Gilgamesh de Sîn-leqi-unninni, mise en scène Pascal Rambert
- 2001 : Asservissement sexuel volontaire, texte et mise en scène Pascal Rambert
- 2003 : Paradis (un temps à déplier), texte et mise en scène Pascal Rambert
- 2005 : After / Before, texte et mise en scène Pascal Rambert
- 2005 : Pan, texte et mise en scène Pascal Rambert
- 2007 : De mes propres mains, texte et mise en scène Pascal Rambert
- 2007 : Toute la vie, texte et mise en scène Pascal Rambert
- 2009 : Yves-Noël Genod, conception de Yves-Noël Genod
- 2009 : Vénus et Adonis de William Shakespeare, mise en scène Yves-Noël Genod
- 2010 : « Rien n'est beau. Rien n'est gai. Rien n'est propre. Rien n'est riche. Rien n'est clair. Rien n'est agréable. Rien ne sent bon. Rien n'est joli. », conception de Yves-Noël Genod
- 2010 : Une (micro) histoire économique du monde, dansée, texte et mise en scène Pascal Rambert
- 2011 : Memories from the Missing Room de Marc Lainé
- 2012 : 50 minutes, texte et mise en scène Pascal Rambert
- 2012 : Einstein on the Beach, de Philip Glass, mise en scène Robert Wilson
- 2013 : 1979, conception de Nicolas Maury
- 2013 : Un petit peu de Zelda, conception de Yves-Noël Genod
- 2013 : Melanie Daniels, conception Claude Schmitz
- 2015 : Les Larmes amères de Petra von Kant d'après Rainer Werner Fassbinder, mise en scène Thierry de Peretti
- 2015 : Contrechamp, conception Kate Moran et Rebecca Zlotowski
- 2016 : Champ, conception Kate Moran et Bertrand Bonello
- 2022 : Fleuve Kate de Hélène Frappat
- 2024 : La Famille de Samuel Benchetrit, mise en scène de l'auteur, théâtre Edouard VII